# 2839 Annette
Annette (asteroide 2839) é um asteroide da cintura principal, a 1,8830812 UA. Possui uma excentricidade de 0,1503303 e um período orbital de 1 205,08 dias (3,3 anos).
Annette tem uma velocidade orbital média de 20,0070607 km/s e uma inclinação de 4,81309º.
Este asteroide foi descoberto em 5 de outubro de 1929 por Clyde Tombaugh.
Seu nome é uma referência a filha do descobridor.